# Chiesa di San Filippo (Carmagnola)
La chiesa della Santissima Trinità e di San Filippo Neri è una chiesa di Carmagnola, nota più sinteticamente come chiesa di San Filippo.

## Storia
La  chiesa venne edificata a Carmagnola tra il 1715 e il 1739 e fu definitivamente consacrata nel 1745 assieme a quella cittadina di San Rocco per mano del vescovo di Saluzzo, Giuseppe Filippo Porporato.
Edificata dai padri Filippini, da poco giunti in città e insediatisi nel locale castello adibito a uso di convento, il progettista dell'edificio è rimasto a oggi sconosciuto, anche se in molti hanno avanzato il nome di Francesco Gallo o di un esponente di spicco della sua scuola di architettura. Essa venne realizzata recuperando parte del materiale (in particolare mattoni) proveniente dalla demolizione delle fortificazioni cittadine. Qui nello specifico era presente il ponte levatoio e la cosiddetta "Porta Zucchetta", che garantivano il collegamento tra l'abitato di Carmagnola e il suo fortilizio.
Nel 1863 la chiesa e il vicino castello vennero abbandonati dai padri Filippini e il complesso venne venduto all'amministrazione comunale di Carmagnola. La chiesa venne quindi sconsacrata e attualmente è utilizzata per manifestazioni culturali e mostre. Solo nel 1956 la chiesa tornò a funzione di luogo di culto per qualche tempo in sostituzione della collegiata dei Santi Pietro e Paolo, inagibile a causa di restauri.
A dicembre 2017 si è concluso il restauro della facciata che l'ha riportata al suo antico splendore.

## Descrizione
Esternamente la facciata della chiesa si presenta di stile barocco piemontese con mattoni a vista e decorazioni in cotto, largamente elaborate.
Internamente, la struttura si presenta con una pianta a campata unica sulla quale si aprono due cappelle per lato. Pur desiderando un apparato decorativo solenne e sontuoso, i padri Filippini pretesero l'assenza di eccessi e richiesero espressamente la realizzazione di un'unica aula, che aiutasse i fedeli a concentrarsi sull'altare maggiore. L'altare maggiore è decorato con una grande tela raffigurante la Santissima Trinità, opera di padre Ignazio Fassina (1701-1769), che pure eseguì in loco gli affreschi della volta del presbiterio che vennero intonacati nell'Ottocento, quando essa servì temporaneamente come alloggiamento per i militari, e poi riemersi a seguito di accurati restauri.